# 三浦良枝
三浦 良枝（みうら よしえ、1958年8月23日 - ）は1980年代中頃に「ロス疑惑」で世間を騒がせた三浦和義の元妻、元ファッションデザイナー、元ブティック経営者、元モデル。
事件で収監された三浦和義（以下「和義」）の代弁者として積極的にマスコミに応対して、夫以上に世間の耳目を集めた。騒動の渦中に獄中の和義と離婚したが、復縁するなどして絶えずその動向がマスコミに注目された。

## 人物
生い立ち
父親、前夫（和義と結婚するの前の夫）共に反社会的勢力に属する人物で、幼少期は父からの、最初の結婚後は夫からの家庭内暴力などを受け、雑誌などでは「修羅場をくぐった女」、「辛酸をなめた女」という表現で紹介されることが多かった。身長は170センチでモデル事務所に所属経験があり、和義が身長181センチで長身同士の夫婦であった。
スピード狂というほど車の運転が好きである。
メディアへの積極的対応
「私がしゃべる以外、夫の側に立った発言というのが全くありませんから。報道の半分はでっち上げの記事ばかりですから」と、日本中に事件に対する和義への疑惑と誹謗中傷の報道が溢れる中、敢然と各メディアと闘った。その2人の連携の見事さは「一卵性夫婦」「似た者同士」と言われ不可分な関係として膾炙された。
夫・三浦和義から見た良枝
- 「良枝は私とマスコミから逃走するという行動を共にすることとなった。雨あられと降り注ぐ疑惑の嵐の中を彼女は果敢に走り抜け、マスコミの傲慢な手から私を引き離し続けてくれた。私はその行動力に魅かれていった[8]」
- 「辛いことが多かった日々を、良枝さんはそれを明るい色に塗り替えてくれた。僕のそばに、いつも良枝さんがいて、抱きしめてくれていた。あたかも強いエネルギーを補給してくれるかのように[9]」
- 「良枝は子供のころから苦労して、ひどい目にも遭ってきているから、少々のことでは動じないところがある。女性としても、とても優しいところがあるかと思えば、日本中を敵に回して、全く動じないという強さも持っている[10]」
- 「良枝はマスコミにも親戚にも親にも、誰が何と言おうとも絶対に引かなかった。そういう女性を僕はそれまで見たことはなかった。不思議で、時々感動を覚えることもあった[11]」

このように、ほぼ全ての報道関係、世論が偏見に満ちた情報に盲従する状況の元でも、良枝は狷介な態度を崩すことはなかった点を強調した。

## 経歴
山梨県で生まれ、父親は暴力団関係の人物であった。良枝が1歳の頃、父の暴力が原因で母が家出し、その後、父はすぐに別の女性と再婚するが良枝が4歳の頃に傷害事件を起こして逮捕され、その後も何度も刑務所を出たり入ったりするなど家庭環境は劣悪であった。義母（父の再婚相手）のもとで実母の顔さえ知らずに育つことになった良枝だが、義母も絶えず父から暴力を受けて、それを子供の頃から目の当たりにする幼少時代を送った。
南足柄市立岡本小学校、南足柄市立岡本中学校と進み1974年、神奈川県立小田原城東高等学校に入学した後は「スケバン」と言われる不良少女として知られ、「この当時の私は、心のどこかが歪んでいたのでしょう。なすこと全てがメチャクチャで危険いっぱいの行動ばかりをしていたのです。女だてらに暴走族の仲間入りをしては狂気していた時期もありました」と自伝で回想している。
高校は1年で中退し小田原駅近くのスナックバー (飲食店)で働き始め、1976年に、その店で知り合った12歳年上の、これも反社会的勢力に属する男と1977年7月に結婚するが、この夫となった男もすぐに傷害事件を起こし刑務所に収監される。
1978年、夫が刑務所に入った2か月後の6月に出産し、義母と子供を養うためモデル事務所に所属し、夫とは1981年5月に正式に離婚が成立した。

### 三浦和義との出会い
報道により全国的な衆目にさらされる
1982年の春、モデルの仕事を得て東京都内に引っ越し、その年の夏にファッションショーの打ち上げで和義と初めて出会い、秋に再会してから交際を始める。まだ和義の妻のKがロサンゼルスで銃撃され意識不明の状態で病床に伏せている時で、Kの死（1982年11月30日）から2か月後に同居生活を始める。付き合いを始めた当初は、良枝は和義がロサンゼルスで妻と共に銃撃されて、テレビや新聞などで取り上げられたことがある人物とは知らなかった。
1983年8月から和義と杉並区に1億円もの豪邸を立てて同居を始める。
1984年1月、『週刊文春』（1984年1月26日号-3月8日号、全7回）でロス疑惑を扱った「疑惑の銃弾」の一連の報道が始まると一気にマスコミの取材が過熱し、その強引なまでの報道体勢に自宅の前は連日、テレビ局や雑誌、新聞の記者、カメラマンで埋め尽くされた。当時は今と違って人権意識は低く、嫌疑があるというだけで和義を犯人と断定したような情報がテレビのワイドショーや週刊誌、新聞で拡散され、和義、良枝2人の一挙一動が取材の対象となり日本中に伝播された。良枝は報道により、和義にKの前にも3回の結婚歴があること、行方不明となっている女性S（和義の会社の元従業員で愛人）の存在があることを初めて知った。
和義は著書の中で
| 「 | 僕らは常に50人、100人の報道陣に囲まれていた。24時間体制で監視されていたようなもので毎日が修羅場と言っていい状況だった。彼らはゴミ袋まで探るし、買い物に行けばゾロゾロ付いてきて、今夜の夕食のメニューまで報道する。朝、玄関を開ける時は門前にカメラマン達が待ち受けていることが分かっていたから「さあ、頑張ろう」「開けるわよ。深呼吸!」と2人で気合を入れていた。 | 」 |

とマスコミの好餌となった立場を描写した。
疑惑の渦中に入籍
和義を犯人扱いする扇情的な記事が溢れ、流布されている状況下で良枝は入籍を決断、3月30日に夫から預かった捺印済の婚姻届を持って、マスコミが後ろからついてくるまま区役所に行き提出、この時の区役所職員とのやり取り迄まで報道の対象となった。和義は銃撃され死亡したKとの間に子供がおり、お互い連れ子がいる同士の結婚となった。それは『ジェイン・ドウ・88事件』の女性の遺体が歯形から、和義の会社の元従業員Sのものと照合され世間が騒然となった翌日であった。
| 「 | 良枝の負けん気の真骨頂だったのは、僕らの入籍だったと思う。三浦逮捕のXデーが近いという情報が流され、既成事実化されていく中で、良枝は入籍を決断した。婚姻届けにはすでにハンを押して渡してあったから、いつでも提出できる状態だった。「この騒ぎの中で出すことないのに」とぼくが言ったら、「私にも意地がある」。それが彼女の答え。－三浦和義 | 」 |

良枝は和義にとって4人目の妻であり、当時の報道体勢ではたとえ事件とは無関係でも素顔のまま媒体に載って「元モデルの美人妻」として広く周知され、良枝自身も報道されることを厭わず、雑誌『2001』（1984年4月号、祥伝社）では、写真家荒木経惟の撮影でモデルの被写体ともなった。
4月10日に、それまで新宿にあった、和義が社長として経営していた輸入雑貨会社『フルハムロード』の解散が決まった。マスコミの偏向報道で売り上げが急速に下降したことと、事務所の契約期限が切れたためで、三浦夫妻は収入の道を完全に断たれ、良枝は「三浦やフルハムロードの名前では、どこも事務所を貸してくれない。本当に困りました」と悔しそうに語った。
海外へ脱出
自宅前の、あまりのマスコミの喧騒ぶりに近所の住民たちが『三浦和義を杉並から追放する会』を立ち上げ「疑惑を釈明して杉並から出ていけ」と三浦夫妻に抗議し始め、4月20日、2人の子供、義母の計5人でヨーロッパへ向けて出国した。これは逃亡でないかと成田国際空港は待機していたマスコミで大混乱となり、空港職員に保護されながら、良枝は「あくまでプライベートな新婚旅行にすぎません。もう私たちのことはほっといて下さい」と興奮気味に言い放ち、和義になだめられながら搭乗、旅立った。その間に和義の父の差配で杉並の自宅は競売に出され、9800万円で売却された。
世界中に監視の目
三浦一家は『パリ＝シャルル・ド・ゴール空港』に降り立ったが、空港ロビーに現れたところを、30人ほどの日本の報道関係者に取り囲まれ、行く先、滞在先、滞在日数などの質問攻めに会い、良枝は「せっかくヨーロッパまで来たんですから、そっとして下さい」と懇願した。テレビカメラが6台、現地のスタッフも雇い一行にライトが煌々とあてられ、パリ市民の好奇の視線が注がれる中、何とかマスコミをレンタカーで振り切った。その後、フェリーでイギリスへ渡り、ロンドンでアパートを借り、そこを生活の拠点にした。
5月16日、和義が不在の日本で『産経新聞』に『殴打事件』を起こした女性のインタビュー記事が1面トップで報道され、これはみたび俎上に上ったロス疑惑の白眉となり、和義の所在場所はマスコミによって血まなこになって捜索された。そして観光客から日本のマスコミへ「三浦夫妻を見かけた」という情報がもたらされ、ロンドンが潜伏場所とあぶり出され、結局発見されてしまう。
海外への遁走は翌年の1985年1月まで続き、子供の小学校入学の件もあり23日、278日ぶりに和義、義母、子供2人と帰国、成田空港には報道陣がごった返し、以前と変わらないメディアの視線に曝される日常が始まる。
子供がいじめにあうことを危惧した良枝は学校の入学式の席で、父兄を前にして「三浦は世間を騒がせていますが子供は関係ありません」と決然と子への配慮を訴えた。
帰国後は住居を千葉県に移すも、この場所もさっそくマスコミの標的にされ、親しかった報道関係者が良枝に電話で道順を尋ねた時、「駅前からタクシーに乗って『三浦さんちへ』と言えば到着します」と伝言するほど有名になってしまった。
7月26日、成田空港で詰めかけた報道陣に質問攻めにあいながら和義と共にバリ島へ向かい、29日に夫婦でヒンドゥー教徒の民族衣装を着て挙式を上げ、その模様はテレビ朝日で独占放映され、8月4日に帰国してからは、生活のための新しい店の開店準備に忙殺される日々を送る。
全国的な好奇の対象となる店と良枝
1985年8月20日、渋谷の通り沿いに100人近いマスコミが注視する中、良枝が店長となった雑貨店兼飲食店の『フルハムロード・ヨシエ』（以下「F・ヨシエ」）を開店させた。この日のために和義と2人で渋谷駅前でチラシ配りをした。開店当日、店の前は待ちわびた多くのマスコミが群がり、扉を開けたとたんに夥しいほどのフラッシュがたかれ店内は雑多な人々で大混乱した。従業員は7人で良枝も厨房に立ち、店は連日満員となりランチタイムでは1日50食分がさばけ、月の当初の売り上げ目標の2倍以上にもなったが、ほとんどの客は良枝に会うことを目当てで訪れており、良枝と一緒の写真を撮ったり握手を求めたりと芸能人のように刮目され、店も「東京の新名所」となり、はとバスがツアーに組むまでになった。バスが店の前に横付けし、一度に20人もの客が店内に殺到したが、テレビ局が仕組んだ「疑惑の銃弾ツアー」という企画と分かり、これには良枝も「テレビも狂ってるとしか思えません」と呆れ果てた。店内では良枝自らがデザインをしたTシャツとトレーナーも販売された。

### 報道被害の数々
- 杉並から千葉へ引っ越しても、さっそく自宅が報道陣によって世間に知れ渡り、和義の逮捕が間近との噂が流れてからは取材陣が常時張り込み、2人が車で自宅を出ると、マスコミの車が10台も追いかけてカーチェイスをすることがあった[50]。
- 「マスコミが店や近くのマンションに出入りする人を捕まえて取材するんです。お客様が入ってこれないと抗議しても聞いてくれない[51]」（良枝）

F・ヨシエは、客から「そちらに行きたいのですが、店の前のカメラマンがこわくって行けないのです。何とかして頂けませんでしょうか?」という電話も1日に数回掛かってくるといった厳しい状況下での営業であった。
- 「私の買い物までマスコミが追いかけてきて『ネギ3本、お肉を何グラム買いました。三浦家は今日はすき焼きのようです』なんてやられたこともありました。そんなことやって誰が喜ぶんですか?[51][52]」（良枝）
- ヨーロッパから帰還してからの三浦一家への報道体勢は苛烈で、良枝が蕎麦屋で食事をした、母、子供と3人でスーパーで買い物をした、子供を公園で遊ばせたなどの些末な日常がスポーツ新聞誌上で報告された[53]。
- マスコミが自宅の中まで覗こうとするので塀の上に高々とベニヤ板の目隠しを作らざるを得なかった[54]。また、家の前にロケーション撮影のようにレフ板をたてる撮影隊もいた[52]。

### 三浦和義の逮捕
1985年7月末頃になると警察が本格的に動き出し、巷間では和義が逮捕される日が「Xデー」と称して囁かれ始め、その声が徐々に高まり今日がその日ではないかと喧伝された9月11日、外出先の和義が良枝を迎えにF・ヨシエまで来たところを警察が身柄を抑えるという情報がマスコミ内で錯綜し、店の前はその瞬間を捉えようと約300人もの報道陣が集結していた。
小説執筆のため、テレビ朝日のスタッフと一緒に銀座のホテルにいた和義から電話で「店の前の様子はどうか?」と尋ねられた良枝は、「大変な騒ぎだ」と答えたら「報道陣を写真に撮って警察に営業妨害で訴えろ」と進言され、その指示通り店外へ飛び出して取り囲む報道陣を逆にカメラに収めた。そして渋谷警察署へ赴き「悪質な営業妨害、何とかして下さい」と口頭で訴え、署員が駆けつけて交通整理に乗り出したが、あまりの数の多さにどうにもならなかった。この祭りのような狂騒は凄まじく、現場周辺のマンションのベランダは、どこも見物する好奇の人の群れで溢れかえった。F・ヨシエを偵察した刑事が「この騒ぎは異常だ。三浦を渋谷まで行かせたら必ずけが人が出る。ここでの逮捕は無理」と判断を下した。
午後11時半、和義がホテルの駐車場から車で出たところを刑事に身柄拘束されたという一報を良枝は電話で知らされ、その刹那、店外に蝟集していたマスコミも店のドアを叩き「良枝さん、三浦が捕まったよ!」と一斉に叫び出し、あたりは混乱の坩堝と化した。良枝は従業員に「三浦が逮捕されました。でも私はお店を続けていこうと思っています。皆さんも働くのも辞めるのも自由ですから、よく考えて下さい」と告げ、困惑した女性従業員は泣き伏した。
良枝は、この日が来ることを想定して、あらかじめ和義から1か月前に託されていた声明文を翌日の逮捕の記事と共に新聞で報道されるべく大至急、記者会見場を探し、店外で待ち受ける数百人の報道陣に囲まれながらも弁護士と共に車でテレビ朝日へ向かい、午前2時近くに緊急記者会見を開いた。300人以上の報道陣を前にして「皆さん、静かにして下さい!」と昂然と言い放って声明文を読み上げたこの会見は、『トゥナイト (テレビ番組)』で生中継された。
| いわゆる「ロス疑惑」、「殴打事件」なることを要件とした本日の逮捕執行は、一部マスコミに扇動された何の根拠もない不当なものであります。私は「ロス疑惑」なるものには全く無関係であり、単に被害者の一人でしかありません。「殴打事件」なるものは、全くの虚構であり私には何の関わりもありません。私は本日のこの暴挙に対し、一部マスコミと共に冤罪をつくりあげようとする司法警察当局に対し強く抗議をする者であります。近い将来、私の供述なるものが発表されたとしても、それは警察権力によって肉体的拷問及び精神的苦痛から生み出されたものであり、何ら信ずるに足るものではありません。いかなる権力といえども、個人を滅ぼすことはできても、真実を捻じ曲げることはできないと信じています。冤罪が大きな社会問題になっている今日において、司法警察がマスコミに導かれ、今まさに冤罪が作り上げられようとしていることに私は驚愕すると同時に、深い絶望感さえ持たざるを得ません。私は断じて潔白であります、三浦和義。 |

と朗誦し、最後に声高に「私は三浦の真実を信じております。これから断固として闘っていくつもりであります」とテレビの視聴者に毅然として訴えて強烈な印象を残し、夫婦で司法との対決を宣言した。
12日の朝、良枝は『江森陽弘モーニングショー』（テレビ朝日）に出演し夫の無実を訴え、疲労困憊のため局内の診療所で点滴をしてもらい、午後4時過ぎに警視庁へ向かい15分間和義と接見し、洋服や日用品を差し入れ、子供達は無事なこと、従業員一同「社長、頑張って下さい」と言って団結していることなどを報告した。その後、逮捕された時に夫が乗っていた日産・フェアレディZを引き取って運転してそのまま自宅へ向かい、家族を皆ホテルへ避難させた後、夜に50人ものかまびすしい取材陣が見守る中、警察の家宅捜索に立ち会った。翌13日、再び江森陽弘モーニングショーに出演し、接見の模様をテレビで語り「不当な逮捕に怒りを感じます。許せません。主人が自供したとしても、それは当局の精神的、肉体的苦痛の結果としか考えられません」と夫を擁護した。午後にはF・ヨシエにも警察の捜査が入り慌ただしい日々を送った。
良枝は15日までに精力的に雑誌や、F・ヨシエ内にカメラを入れ生放送で肉声を伝えたテレビ局も含めて約20社のインタビューを受け、その全てにおいて夫の潔白を主張した。和義が拘置所に入り報道対象が良枝だけになったこともあったが、良枝の方でもマスコミからの謝礼を目当てとしており、それは今後の裁判にかかる高額な弁護士費用を工面するという切実な事情をかかえたためでもあった。
警察の横暴に憤り
「私が絶対許せないのは捜査官たちが見せた、これ見よがしの行為です。和義の左手にかけた手錠を露骨に人目にさらし腰縄までかけて、勝ち誇ったような彼らの顔。あの光景が強い憤りと共に私の脳裏に焼き付いています。警視庁に連行される場面がテレビに映し出され『これは市中引き回しの現代版だ!』と口惜しさが爆発する思いでした。警察当局が自分たちのメンツを誇示したいという、それだけの理由ではないでしょうか。人権を全く無視したやり方です」と警察の権柄を指摘した。
ホテルの駐車場から車で出た和義の運転する車のボンネットを刑事が土足で踏みつけ、逮捕した緊迫の場面が全国のテレビに何度も中継されたが、この捜査員の狼藉に良枝は怒り、その際に壊されたフェアレディZの修理見積書をマスコミに提示した。破損個所はボンネット、バンパー、ドアミラーなどで、30個所もの傷やへこみがあり金額は34万2千円にもなってしまい、修理の間、タクシーを利用した分の領収書も保存し、「捜査員の無法は断じて許せない」と警察の暴挙を指弾した。
良枝自身の心情を綴った手記「ロス疑惑 妻の側から」を『東京中日スポーツ』に9月21日から10月4日まで、全11回にわたって連載した。

### 裁判の開始
和義は勾留理由開示請求を出し、9月20日、東京地方裁判所で良枝が法廷に立ち、意見陳述をした。
と2分に渡って請願したが裁判所は翌日、和義の拘置延長を支持し取り消し請求は却下された。
和義が正式に起訴されたことで記者会見に応じた良枝は「とても残念です。周囲から起訴はないと聞いていたので。これからは毎日面会したい」と語った。
F・ヨシエは、逮捕のニュースが日本中を駆け巡ってから連日テレビに映し出されたことによる宣伝効果が大きく、繁忙を極め毎日開店と同時に40人もの客がなだれ込むといった盛況ぶりだった。北海道や九州からわざわざ訪れる物見高い客もいて、夫を逮捕されたことで良枝に同情する声も多く聞かれ、電話や客から励ましの言葉をもらった。店は夜も更けると良枝と報道関係者らが、雑誌のインタビューや出演番組の打ち合わせの場となった。
良枝は絶えずアメリカ製の痴漢撃退用の防犯用催涙スプレーを身に着け、「身の危険を感じているので、これを持って歩いてます。一時的に気絶するガスで警察の許可も受けています」と言い、これは商品として自身の店でも販売した。
夫の冤罪を晴らすべく腐心する日々
良枝は週3回は自ら車を運転して、東京拘置所の和義に面会し、昼と夜の弁当の宅配を頼み、甘党で読書好きの和義のため菓子類や本、新聞、衣服などをこまめに差し入れ、洗濯物の処理をし、フルハムロードの店長としての業務や接客などをこなし、弁護士とも折衝し、家では2人の子供と継母の世話と多忙を極めた。
この週3回の拘置所通いが注目され、その洋装がカラーで各雑誌の紙面を飾り、元モデルとしての着こなしの良さが称賛の的となって、全ての面会日の服装を掲載する雑誌も出るなど「いまや"良枝ファッション"は全国民注目の的!」という見出しまでつけて紹介され、ヘリコプターまで飛ばして空撮した取材班もいた。
良枝は「今は弁護士が1人だけど、もっと欲しいし、役に立つように書類や資料集めをします。法律の本を読んでますし、提示されるのは和義に不利になるような話ばかりなので、こちら側の状況を有利にするような証拠を集めたいし」と夫の一助となるべく司法試験受験を目指し六法全書まで買って法律の勉強を始めた。「やるとなったら私は本気でやります。何年かかっても」と、強固な決意を見せた。
また「かかる裁判費用は限度を超えています。弁護士の費用も借金です。マスコミに頼るのは癪だけど拙い原稿を書いたりして印税や稿料を頂いています」と自ら報道の矢面に立った。
和義の実子に関しては「本当に自分の子供だと思って育ててます。Kさんから預かったと考えてますから成人するまでは私がきちんと養育していきます」との意思を見せ、拘置所の和義も自分の子は「良枝のことを母と信じ切っている」と言い、母子関係はしっかりと構築されていた。
マスコミの寵児になる
1985年11月、映画『コミック雑誌なんかいらない!』に和義が出演した時に知り合った、有名ロック歌手Uとの不倫記事が写真誌に載り、各マスコミでは2人の仲が頻繁に取りざたされた。しかし双方とも不倫の事実は認めず、「Uさんが私を利用して映画の宣伝のための話題作りをしただけ」と良枝は噂を否定した。
青年誌『平凡パンチ』が選定した「85年度パンチおんな大賞グランプリ」を受賞、F・ヨシエの店内で表彰状を手渡された。
11月27日、これまでの弁護士が辞任したため、良枝が尽力し新しい弁護団を選定して裁判に臨むことになった。何人もの弁護士が逡巡し避けていた事案だったが、新任は「良枝さんはしっかりした頭のいい人。彼女のために引き受ける気になりました」と語って新体制が組織された。
1986年1月14日の初公判から良枝は欠かさず裁判を傍聴する。
1986年4月、自伝『ドラキュラの花嫁』（太田出版）を上梓する。この奇妙なタイトルは、良枝が幼いころに洋画の『吸血鬼ドラキュラ』を観た時、ドラキュラを演じた役者に恋してしまい、それ以来いつかその花嫁になることを夢想していることからつけられ、7万部を超える売り上げとなった。獄中の和義も「とってもいい本だ。よく書けている。今まで全く知らなかった良枝を発見した」と称賛し、良枝は本の印税を弁護士費用捻出に費やした。
早稲田大学の『早大人物研究会』が「今、最も光っている女」として良枝に出演依頼をし、6月18日に大隈講堂で『ライヴ・トーク・ショー』が実現、会場は立ち見まで出る満員札止めの盛況となり、1500人以上の学生たちが「良枝コール」で出迎えた。良枝は「マスコミが作った般若みたいな私のイメージと、本当の姿が違うことを分かってもらいたい」と語り、参加した荒木経惟は「どんな不幸も楽しみに変える女」、末井昭は「単なる主婦には収まり切れない過剰なまでのパワー」と、その人物像を称えた。学生たちからは「ご主人と別れようと思ったことは?」「浮気したことは?」という辛辣な質問が飛んだ。
成人誌『写真時代』（白夜書房）の1986年6月号から1987年1月号まで「三浦良枝の写真日記」の連載記事を書いた。日常生活などの些少な出来事などを自ら写真を撮って、散文などと共に掲載、それは時には自分を追いかけまわすマスコミなどを、逆に被写体に選ぶなど自由な視点での記事であった。
『女性セブン』7月17日号から8月14日号まで「ドラキュラさん、あたしがんばる」の連載タイトルで全5回、同年10月16日号から30日号まで「指輪を捨てて」のタイトルで3回に渡って手記を寄稿、私見をしたためた。
良枝は周囲を監視する取材陣との日常生活を楽しむ余裕があり、「マスコミに追いかけられるのをどう振り切るかって愉快だし振り切った後の快感を覚えたのも事実で、2人で励ましあいながら報道陣を馬鹿にしていた面もあるのです」、「マスコミをからかって結構スリルがあって楽しかったのも事実。騒動の渦中で入籍したのも座興から。出かけた私を大勢のマスコミが追っかけてくるので、区役所に寄って婚姻届けの用紙をもらって見せびらかしてやったんです」とマスコミの視線に居直った。
林真理子が三浦家を訪問した時は、良枝は「疑惑の家へようこそ!」と言って歓待した。

### 知識人の評価
- 「男の陰で泣くという女が多い中で凄く格好いい人、頑張る人という印象です。自分の意見もちゃんと言えるし孤軍奮闘する女性です[43]」ー小沢遼子・政治家、評論家
- 「良くも悪くもしっかりしている。体張ってるという感じで、修羅場、場数を踏んでいるからではないですか[43]」ー樋口恵子・評論家
- 「彼女は今の日本の劇場社会で見事に生き抜いている。夫や恋人が刑事事件に巻き込まれた時、たいていの女性は姿を隠したり縁を断とうとするけど、良枝さんは逃げも隠れもしない。義母や他人の子供を育てたりしているのを見ても、頼れる母性的な女性でもあり、現代的で非常に特異な女性とも言えます[107][108]」ー小田晋・犯罪評論家
- 「男だってあれほど堂々とした態度はなかなか取れるもんじゃありません。やっぱり三浦に匹敵できる資質がある。良い悪いを抜きにして毅然とした態度は立派[108]」－小林豊 (実業家)・ディレクター
- 「しっかりしたいい女房じゃないの。良枝さんはあらゆる不幸を体験してるでしょ。陰を背負ってしまうようなことばかりなのに全く暗さがない。なかなかのもんですよ。批判的な人も彼女の気丈さは認めていいんじゃないの[108]」ー高信太郎・漫画家
- 「意外にいいお母さんなのかもしれませんよね。良枝さんてどこか面白い[108]」ー山谷えり子・政治家
- 「夫の無実を本当に信じていますから、そういう意味では可愛い女ですよ。三浦和義さんは本当にいい奥さんをもらったなと思います[108]」ー桐島洋子・エッセイスト
- 「若いのに根性のある子だと思うねぇ。テレビであの子を見るたびに『ああ、頑張ってるな。すごいもんだ』って驚いてばっかり[108]」ー中山あい子・小説家
- 「女房の鑑みたいな人ですよ。亭主の立場で見たら、こんなに頼もしい女房はいない[108]」－レオナルド熊・コメディアン
- 「天性のネアカ人間らしく、夫が殺人未遂容疑で勾留中というのに暗さとか陰りを全く感じさせない。気の強い若妻だ[7]」ー内藤国夫・著作家
- 「出たがり人間とか、そういう軽いもんじゃないでしょうね。彼女は体はってますもの。彼女は女傑、烈女ということになって1人の女性の生き方として歴史に残ったんじゃないかしらねぇ[18]」ー木村治美・随筆家
- 「いちずに惚れる強さとナイーヴさを持ってる女性ね[18]」ー小森和子・映画評論家
- 「今まで多くの犯罪者や被害者の妻を見てきましたが、初めて見るタイプの女性ですね。あの強さは彼女の生い立ちの中で培われてきたものでしょう[18]」ー佐木隆三・小説家
- 「ものすごく新しい女だと思う。絶賛したい。この時代、戦後に生まれた男が30を越えてから、やっと見つけたヒロインだよ[109]」ー中上健次・小説家
- 「世の女房族の見習うべきは三浦良枝さんだ。妻として、これ以上ない大非常に遭遇しながら良枝さんは、まことに毅然たる態度でいらした。取り乱さず子供をかばい夫を支えて実に立派[110]」ー野坂昭如・小説家
- 「大変しっかりした女性ですよ。彼女はこの事件によって一回りも二回りも大きくなれる人でしょうね[111]」ー五十嵐二葉・和義の弁護士
- 「良枝さんというのは説得力がある女性。こういう女房を持ったらいいなってのはある[112]」ー朝倉喬司・ノンフィクション作家
- 「良枝さんなら裸一貫食べていけます。女の時代ですから、自立する女の生き方をテーマにした講演や人生相談をやれば引っ張りだこでしょう[113]」ー梨元勝・芸能リポーター
- 「嫁が旦那に尽くしてどこが悪い。日本の妻の鑑ではないか[114]」ー週刊プレイボーイ

### 離婚
良枝が予定していた面会日に行けなかった時、和義が親しいマスコミ10数社宛に「ヨシエトレンラクガトレナイ」「ヨシエユクエフメイ」と電報を打ち、それに対し良枝は「電報を打つなら、なぜ私に直接打たないのか」と憤慨し、蓄積していた不満が一気に表面化して離婚騒動となる。これまで散々和義のわがままに翻弄され、何か不満があるたびに良枝の連れてきた弁護士の解任騒動を起こしては、その都度撤回するなど周囲を振り回すこと、家族を養ったり裁判費用を捻出するため身を粉にして働いてるのに、労いの言葉もなく我慢の限界に達したことが原因となり8月11日、面会で離婚を申し出た。和義は離婚するというなら良枝が連れてきた弁護士は解任すると、翌12日に裁判所に解任届を出し、そのことによって良枝は離婚の意思を確固としたものにするが、たとえ離婚しても友人の1人として支援は続けるという心情は明確にした。
8月13日にニューヨーク経由で気候温暖で素晴らしい国だと以前、友人から勧められたことのある国、ドミニカ共和国へ単身旅立った。現地で、親しいマスコミを電話で呼び寄せ、カリブ海で海水浴をしてインタビューに答える良枝の姿が『3時のあなた』（フジテレビ）で放映された。その足でロンドンへ飛んだが、それは1年前和義ら家族と一緒に過ごした思い出の地を再訪するという感傷旅行であった。
8月29日、成田空港に降りた良枝は、和義との離婚騒動を聞き付けて待機していた150人近い報道陣からマイクを向けらたが一言、「離婚の意思は変わりません」と語ったのみだった。9月になってから帰国後、初めて面会に行き、改めて離婚する方向で話を進めたが和義からは強く拒絶された。
『フルハムロード・ヨシエ』の閉店
8月30日、良枝は自宅前で即席の記者会見を開き、店は閉店すること、従業員からは全員「良枝さんが新しい仕事を始める時は協力したい」と心強い申し入れがあったことをマスコミに報告した。
9月10日、F・ヨシエを閉店する。当初は11日に閉店の予定だったが獄中の和義から「僕の逮捕日(昨年9月11日)に、あてつけたように閉店するのはやめてくれ」という電報が届いたため予定を1日繰り上げた。店には「Lastday、永い間ありがとうございました。またお会いできる日を楽しみにしています。Yoshie」と書かれた紙が貼られ、店内はマスコミ、著名人でいっぱいになりパーティーのように盛り上がり、客と抱き合って最後は涙で波乱の店長としての歳月を締めくくった。店外に待機していた50人ものマスコミの前で「彼との結婚は間違っていなかったし無実は今でも信じています」と、気丈な態度は最後まで崩さなかった。
女性誌『女性セブン』の派遣記者として活動を開始、「主婦として、母として、女性として感じたこと考えたことを取材したい」と、1986年11月6日号から1987年1月1日号まで、全8回に渡って取材記事を書いた。
良枝は1987年1月に東京家庭裁判所に離婚調停を申し立てた。和義の連れ子はKの両親に引き取られることになり、わが子同様に養育していただけに辛い別れとなった。それでも和義は頑として離婚に応じないので、良枝は7月に東京地方裁判所に訴訟を起こした。
1988年8月26日、東京地裁は「原告、被告間の婚姻関係は破綻し、その回復も困難であると言わざるを得ない」と良枝の主張を認め全面勝訴、離婚が成立し旧姓に戻した。慰謝料は請求せずF・ヨシエで築いた財産全ては和義側へ譲渡し、自分の取り分は一切なしの身一つでの別れであった。

### 三浦和義と復縁
良枝は一時期、会社勤務などもしていたが、1993年5月、自らが代表となり、作業服の販売を手掛ける会社を立ち上げた。
1998年7月1日、銃撃事件では和義は無罪となって釈放となり、「殴打事件」の方で収監されるまでの約4か月の間、自由となり、その間に自分の無実を信じてくれた人や、逮捕前、逮捕後も支援してくれた人たちに直に礼を述べるべく148人の名簿を作っていた。その最優先の人物で、ただ1人だけ連絡先も居場所も不明だったのが良枝で、「あの時、一緒に闘ってくれたお礼がしたい」と再会することを熱望、テレビ局のつてを頼って捜索を依頼し、11月12日、2人は神奈川県の良枝の自宅で離婚以来14年ぶりに再会した。
和義から「また結婚しよう」と提案され、収監日前日に復縁を果たした。
2001年1月17日、宮城刑務所より出獄した和義を良枝がただ1人車で出迎えに行き、その姿を捉えようとマスコミ関係が7、8社ほど待機していたが、裏門から車で極秘の出所となったため写真には納められなかった。
8月、2冊目の著書『Lover』を上梓する。同じ出版社のモッツ出版から出た和義著の『Never』との同時出版で、7月27日、新宿ロフトプラスワンで「あの三浦和義・三浦良枝、夫婦同時出版記念大イベント」と称して夫婦そろって講演をして、会場には数多くのマスコミが取材に訪れた。和義の著書は良枝に捧げられ、「愛らしくも強靭なハートを持った女性をパートナーに得た。妻であり共に戦った戦友でもある三浦良枝に、比類なき愛とともにこの作品を捧げる」と記された。
2001年末頃、良枝が編集長になって湘南地方の風俗店の情報を掲載した『湘南パラダイスマガジン』を創刊する。
2002年5月、神奈川県内に輸入雑貨と婦人服を販売する『フルハムロード・良枝・アゲイン』を開店、良枝がデザインしたジーンズは『Yshie＊Miura』と刻印されたラベルが付され主力商品となった。
2003年5月7日、和義が本屋でペット関係の雑誌を万引きをして赤坂警察署に逮捕されるという騒ぎがあり、有名人だったのでスポーツ新聞などでは1面トップで報じられた。良枝は電話取材で「彼自身が一番、身辺に気を付けているので万引きはあり得ないです。財布には、いつもお金がいっぱい入っているし。私が『犬を飼いたい』という話をしていたので」と万引き容疑は否定、夜には和義の食事を持って署を訪れた。
2007年4月5日にも和義は神奈川県内のコンビニエンスストアでサプリメントの万引きの疑いを持たれたが、和義は無罪を主張した。良枝は「私は当時、海外へ行っていたため状況も分からず、現時点では何も申し上げられません」と述べたに留まった。

## 三浦和義の再逮捕と自死
2008年2月19日、保養のため和義とサイパン島へ向かい、22日、サイパン国際空港で帰りの便に搭乗しようとしたところ突然、夫が逮捕される。日本国内での裁判では無罪が確定した1981年の銃撃事件だったが、アメリカでは捜査が続いていた。良枝も出国せず、そのまま残って夫を見守り、在サイパン領事事務所を通して
| 「 | この度は、夫・三浦和義の件で世間をお騒がせさせてしまい、大変申し訳ありません。妻の立場からは今、マスコミの方々に何もお話しできることはございません。どうぞご理解くださいませ。ただ大変申し訳ございませんの一言に尽きます。 | 」 |

と所見を出した。
25日に行われた即時釈放を求めた裁判所での審理には70名にも及ぶ日本のメディアが殺到し、傍聴席に着いた良枝にもマスコミが接触しようと試みたが、手で追い払うしぐさをして拒絶した。和義が公設弁護人を付けたいと主張したことで、公設弁護人を頼らざるを得ないかどうか、収入についての質疑応答があり、その確認のため良枝もハンカチで涙を押さえながら証言をした。それからは良枝は弁護士と協議しながら事態の推移を見守り、日本、サイパン間を往復しながら面会に訪れては夫を励ました。
8月、良枝はサイパンに『フルハムロード・サイパン』を開業する。
三浦和義が最後に妻・良枝に謝意を表明
8月20日、和義と交流のあったジャーナリストの山口正紀が面会に訪れた。そこで和義は「本人には面と向かって、なかなか言えないけど」と前置きして
と本心を明かした。この面会から約1か月半後に和義は、移送されたロサンゼルス市警察の留置場内で首を吊って自殺した。
2008年10月11日、在ロサンゼルス日本国総領事館から良枝の元に連絡が入り、夫の縊死を知らされた。翌12日、一報に憔悴しきった良枝は、全身黒ずくめの恰好で親族らと共にロサンゼルスに向けて成田空港を発ったが、空港にいた30人余りの報道陣の呼びかけには口を噤んだ。
10月23日、和義は現地で荼毘に付され25日、成田空港には60人の報道陣がごった返す中、良枝は無言のまま遺骨の入った箱を抱え帰国したが、夫の死に不信感を抱いており、ロサンゼルス市警察の発表に「納得できない」とアメリカ側の弁護士に訴えた。ロスを断つ前には領事館を通じて
と声明文を出した。

### 夫の死後の訴訟
和義はサイパンで勾置中の2008年5月19日にコンビニエンスストアを経営する会社と、その店内に設置されていた防犯カメラを開発した会社、2社に対して訴訟を起こした。自身が万引きをしたと思しき映像をマスコミに提供したコンビニの会社と、また自社の宣伝のため、その映像でDVDを製作して販促品として配布した防犯カメラの会社を、不特定多数の人に映像を鑑賞させることによって肖像権やプライバシーを侵害、加えて犯行は否定してるにもかかわらず犯人扱いして名誉を棄損したとの事由で訴えた。和義の死後、この裁判は良枝が引き継ぎ、2010年9月27日、東京地裁は「映像提供は公益目的に沿う」としてコンビニの会社への請求は棄却したが、防犯カメラの会社に対しては訴えを認め、110万円の支払いを命じた。この金額はその後、高裁での和解で200万円に増額された。
和義の自殺を報道した記事で、1985年9月11日の和義が逮捕された時の写真を産業経済新聞社が配信し、ウェブサイトのYahoo! JAPANが掲載したことにより精神的苦痛を受けたとして、良枝が両社に660万円の損害賠償を求めていた訴訟の判決が2011年6月15日、東京地裁で下された。裁判長は「20年以上も前に撮影された夫の逮捕時の手錠姿の写真の公表は、遺族感情を受忍しがたい程度に侵害する。記事の内容から考えても写真掲載の必要性は認められない」として、両社に66万円の賠償を命じた。産経、ヤフーの両社は控訴したが2012年2月21日に取り下げ、敗訴が確定した。
同じく和義の自殺を報じたテレビニュースで遺族感情を傷つけられたとして、良枝はTBSテレビを相手取って550万円の損害賠償を求めていたが2011年10月11日、東京地裁で和解が成立した。TBS側が40万円の和解金を支払うことで決着を見た。訴訟の対象としたのは、2008年10月の和義の自殺を報じたニュースの識者が発した「常に世間から注目されていたい役者のような生き方で、最後の大舞台を演じた」等という文言で、原告側は「人格を攻撃したり、視聴者に犯人という印象を与えたりするものだ」と主張していた。TBSでは「話し合いの結果、双方が合意し円満に解決した」と発表した。

## 諸事案への見解

### 夫・三浦和義について
- 「皆さんは極悪人みたいにおっしゃいますが、それは誤解です。素顔の三浦は酷く涙もろくて、苦しんでる人がいると自分も一緒に苦しむような、そんな人間なんです。Kさんが亡くなった時の反応も、いかにもあの人らしいもので、突然私に電話をしてくると電話口でオンオン泣き出したんです。『今、妻が死んじゃった!』って。お墓参りにも私に隠して月に1度ずつ行き、私の目を盗むようにして毎日仏前にお線香をあげていた。そんな彼の姿を見て『この人はやってないな。前の奥さんを、こんなに愛していたんだもの』と吹っ切れました[163][74][50][57]」
- 「戸棚が寝室にありますが覗いてみたら、和義とKさんとの思い出の写真や手紙類がぎっしり詰まっていました。亡くなった人に対しても嫉妬心は起こる。彼を詰問しました。『非常識じゃない?すぐ処分してよ』と。すべての手紙に目を通したら、とても彼がKさんを殺したなんて信じられませんね[163][74][50]」
- 「和義の話が二転三転したのは、彼が勝手にストーリーを創作したためだと思う。記憶があいまいな部分にマスコミが話した新しい外部情報を付け足して、それを記憶として話してしまう。辻褄が合わなくなったところを『嘘をついてる』と突かれる[163][74][50]」
- 「恋愛感情というよりは、昔から闘ってきた同士という関係だと思う。2人の力が交わると、どんなことができるか分かっているし、この先、何をやるにしても信頼できる。彼を助けられるだろうし助けてもらえる[137]」

### ロス疑惑について
- 「彼の疑惑については、1984年1月に報道される以前に私は知っていました。『実はロスで、こんな噂が流れている。近々、大変な騒ぎになる』と和義の口から聞いていたんです。私は『たかが噂でしょう』と聞き流していました。で、年が明けると彼の言う通り大騒動になって。でも、ああいう状況になると逆に『負けるものか!』って私は張り切っちゃうんです[4]」
- 「週刊文春を読んで活字が嘘を書くわけがないということで、夫に不信感に似た感じを一時は持ったことも確かです。よく冗談半分に『あなた、本当はやったんじゃないの?私にだけは話してごらんなさい』なんて言いながら、彼の目を見て顔つきを見て試していたような部分はあります。寝たふりをして朝まで彼の寝言を待っていたこともあります。そのうち彼は無実と確信できました。一緒に生活していれば彼がどんな嘘ならつくか私にはわかりますよ。マスコミが報道をするようなことをやるほどの人じゃない。だれが何を言おうと主人を100パーセント信じています。1人でも多くの人が彼を信じて欲しい[7][29][81]」
- 「ロス疑惑で1億総探偵になったなどと言いますが、私も皆さんと同じ探偵の1人。探偵の仲間入りをして私も三浦を観察すると、シロという結論になる。身近にいる第三者として全く冤罪としか思えない[163][111]」

### エピソード
- 「夫婦で、それぞれ2千万円の生命保険に入ったんです。その時、『ベランダに立たないようにします。殺されるかもしれないから』と言ったら保険会社の人は驚いた表情をしていました。ブラックジョークなのに[164][7][163]」

「交番のまえを通りかかると、彼に『自首しなさい、楽になるわよ』とジョークを飛ばしたりしました」と2人は憂き目のさ中に、事件を自虐的な笑いに換え耐え忍んだ。
- 良枝は気のおけない性格で、F・ヨシエに捜査が入った時、捜査員から「良枝ちゃん」と呼ばれ、「この店は何がおいしいの?」と聞かれた時は「何でもおいしいですよ。ぜひ今度飲みに来てください」と切迫した状況下でも安穏とした会話が交わされ、夫が逮捕された後でも報道カメラマンに笑顔でポーズをとるなど余裕を失わなかった[166][167][168]。
- 店内で『Fulham load』名前の入ってる灰皿が、よく盗まれた。「最初、40くらい用意したんですが、それが20を切っちゃたんです。お客さんが記念品として持って行っちゃうようです[18]」（良枝）
- 和義逮捕の日から11日後の22日深夜、F・ヨシエの窓ガラスに自転車が投げつけられ破損される事件が起きた。窓がクモの巣状に割れて下に自転車が倒れているのをパトカーが発見した[169]。「お店にガードマンを頼めば『事故防止の保障はできない』と言われ、生命保険会社では『危険なので加入できない』と断られる。何だか社会から完全に孤立してしまったようで寂しい[170]」と良枝は悄然と語った。
- F・ヨシエには良枝から情報を得るべく、多くのマスコミが常連客としてボトルキープをするなど利用したが、偏向報道を続けたり、営業の妨げになる取材をした会社に対しては、立ち入り禁止を告知する看板を掲げた[107]。
- 1985年12月10日の未明、東京湾岸道路を1人、和義が逮捕された時に乗っていたフェアレディZで走行中に、車を大破する交通事故を起こしたが、怪我はなかった[171][172][20]。
- 自らデザインして作成した1986年度のF・ヨシエのカレンダーを限定500部、1部1500円で販売した。和義と一緒の写真や2人の子供たち、自分たちを取材する報道陣を逆に捉えた写真などが載っていて、最後の1項には「I believe you.永遠に」と刷られていた[172]。
- 雑誌『スコラ』（1986年1月9日号）で、バリ島で挙式した時に和義が撮影した良枝のセミヌードがカラーグラビア4ページで掲載された。「あれは夫が出版社からモデルを使ってヌードを撮ってみないかと誘われ、新しいカメラも買ったばかりだったので私が練習台になったんです[52]」（良枝）
- F・ヨシエを閉店後の2日後、従業員の慰労のため家族、友人も含め総勢16人で鴨川市へ2泊で旅行をしたが、マスコミも同行し、良枝は観光客に囲まれ握手や写真撮影を求められるなどの人気であった[173][174][175]。
- 映画『玄海つれづれ節』の撮影に臨んだ吉永小百合は役作りとして、「私の中にあるモデルは三浦良枝さん。『ご静粛に願います』って夫の逮捕直後の記者会見で言える気丈さというか勝気というか。そういう面がバチッと出ればと思ってやったんですけどね[176]」と雑誌の対談企画で答えている。
- 事件が2004年に『三浦和義事件 もう一つのロス疑惑の真実』（2004年7月31日公開、GPミュージアムソフト）という題で映画化され、良枝役を宝生舞、和義役を高知東生が演じた。
- 和義がサイパン島からロサンゼルスに移送された時に被っていた黒い野球帽には、「PEACE POT MICRODOT」と書かれていたが、これがアメリカの俗語で「お幸せに、そしてさようなら」という言い回しになり、一部では「自殺を暗示する内容だったのでは?」との憶測が飛んだ。担当の捜査官は誰が帽子を渡したのかは分からないと答えたが、後に良枝が護送用の服装として選んだ一式を和義が、そのまま身につけただけと判明した[177][178]。